# Jan Schnellenbach

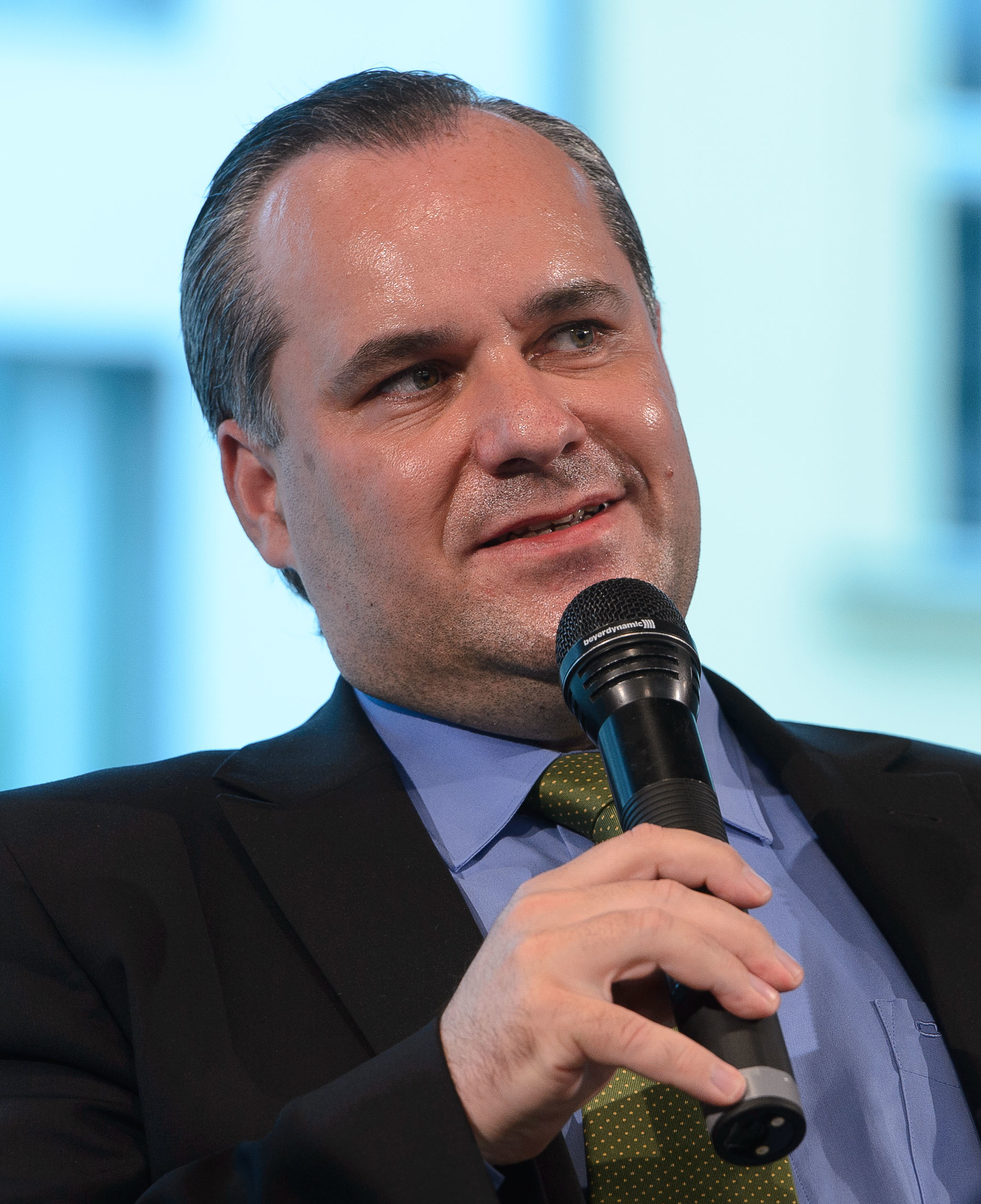
Jan Schnellenbach, 2015

Jan Schnellenbach (* 1973  in Solingen) ist ein deutscher Wirtschaftswissenschaftler und Hochschullehrer.

## Werdegang
Jan Schnellenbach absolvierte 1992 das Abitur am Gymnasium Schwertstraße in Solingen. Anschließend studierte er Wirtschaftswissenschaften an der Bergischen Universität Wuppertal und schloss das Studium 1997 als Diplom-Ökonom ab. 
Von 1998 bis 2002 arbeitete er als wissenschaftlicher Mitarbeiter an der Universität St. Gallen und wurde dort 2003 zum Dr. oec. promoviert. 
Zwischen 2002 und 2006 arbeitete er als Post-Doc an der Philipps-Universität Marburg am dortigen Lehrstuhl für Finanzwissenschaft und zwischen 2006 und 2012 ebenfalls als Post-Doc am Lehrstuhl für Finanzwissenschaft an der Ruprecht-Karls-Universität Heidelberg. Dort wurde er im Jahr 2009 habilitiert und erhielt die Venia Legendi für Volkswirtschaftslehre.
Die Tätigkeit als Post-Doc wurde durch verschiedene Lehrstuhlvertretungen unterbrochen. An der Universität Hamburg vertrat er vom Sommersemester 2008 bis zum Sommersemester 2009 den Lehrstuhl für Finanzwissenschaft, an der Ruprecht-Karls-Universität Heidelberg im Wintersemester 2010/2011 und im Sommersemester 2011 den Lehrstuhl für Finanzwissenschaft und an der Philipps-Universität Marburg im Wintersemester 2011/2012 den Lehrstuhl für Institutionenökonomik und internationale Wirtschaftsbeziehungen. 
Im April 2012 wechselte er auf die Position des geschäftsführenden Forschungsreferenten am Walter Eucken Institut, die er bis zum Wechsel auf die Universitätsprofessur für Mikroökonomik an der Brandenburgischen Technischen Universität Cottbus-Senftenberg im Oktober 2014 innehatte, wo er seitdem forscht und lehrt.
Seit 2016 gehört er der Schriftleitung des ORDO-Jahrbuchs an und seit 2015 dem Editorial Board der Fachzeitschrift List-Forum für Wirtschafts- und Finanzpolitik.

## Arbeitsschwerpunkte
Die Schwerpunkte der Arbeit von Jan Schnellenbach liegen in den Bereichen Wirtschaftspolitik und Finanzwissenschaft. Vor allem geht es um die Anwendung der Ökonomischen Theorie der Politik auf unterschiedliche Fragestellungen, die u. a. den fiskalischen Föderalismus, das Funktionieren politischer Entscheidungsverfahren und den Verbraucherschutz betreffen. Er berücksichtigt dabei neuere verhaltensökonomische Ansätze und gehört zu den Kritikern des sogenannten libertären Paternalismus und einer Verbraucherpolitik, die nicht vom Leitbild eines mündigen Verbrauchers ausgeht. 

## Mitgliedschaften
Er ist Mitglied des Vereins für Socialpolitik und dort auch Mitglied im Wirtschaftspolitischen Ausschuss, im Finanzwissenschaftlichen Ausschuss, sowie im Ausschuss für evolutorische Ökonomik. 
Er ist ebenfalls Mitglied der Mont Pèlerin Society. Bis 2015 war er Mitglied der Friedrich A. von Hayek-Gesellschaft, aus der er gemeinsam mit anderen Mitgliedern wegen politischer Differenzen austrat. Im Jahr 2016 gehörte er zu den Gründungsmitgliedern von NOUS – Netzwerk für Ordnungsökonomik und Sozialphilosophie.
Außerdem ist er Affiliated Fellow des Walter Eucken Instituts und Mitglied des Wilhelm-Röpke-Instituts.

## Ehrungen
- 2001: Herbert A. Simon Young Scholar Award der European Association for Evolutionary Political Economy[7]
- 2002: Knut-Wicksell-Prize der European Public Choice Society[8]

## Schriften (Auswahl)
- Dezentrale Finanzpolitik und Modellunsicherheit. Eine theoretische Untersuchung zur Rolle des fiskalischen Wettbewerbs als Wissen generierender Prozess. Die Einheit der Gesellschaftswissenschaften 129, Mohr Siebeck, Tübingen 2004, ISBN 978-3-16-148293-9, zugl. Sankt Gallen, Univ., Diss., 2003.
- mit Alexander Ebner und Klaus Heine (Hrsg.) Innovation zwischen Markt und Staat: Zur Dynamik des wirtschaftlichen Wettbewerbs. Neue Studien zur Politischen Ökonomie 2, Nomos, Baden-Baden 2007, ISBN 978-3-8329-2880-3.
- mit Lars P. Feld und Marcel Savioz (Hrsg.), (Macro-)Economic Policy and Public Choice: Essays in Honor of Gebhard Kirchgässner. Erschienen als Sonderheft von Public Choice, Bd. 144, Heft 3–4, Springer, Heidelberg 2010.
- mit Lars P. Feld und Ekkehard A. Köhler (Hrsg.), Föderalismus und Subsidiarität. Untersuchungen zur Ordnungstheorie und Ordnungspolitik 68, Mohr Siebeck, Tübingen, 2016, ISBN 978-3-16-153839-1.